# Ляхович Ігор Анатолійович
Ігор Анатолійович Ляхович (нар. 22 травня 1978) — український футболіст, півзахисник.

## Життєпис
Дорослу футбольну кар'єру розпочав у сезоні 1997/98 років в аматорській «Ниві-2» (Вінниця). У 1998 році підписав перший професіональний контракт з бершадськими одноклубниками. Дебютував у футболці «Ниви» 6 серпня 1998 року в програному (0:1) виїзному поєдинку 1-о туру групи Б Другої ліги проти запорізького «Віктора». Ігор вийшов на поле в стартовому складі та відіграв увесь матч. У першій частині сезону 1998/99 років зіграв 4 матчі в Другій лізі. По ходу сезону команда знялася зі змагань. Напередодні старту сезону 1999/00 років перебрався в «Ниву». У футболці вінницького клубу дебютував 6 серпня 1999 року в нічийному (0:0) домашньому поєдинку 3-о туру Першої ліги проти нікопольського «Металурга». Ляхович вийшов на поле на 61-й хвилині, замінивши Валентина Вишталюка. У команді відіграв півтора сезони, провів 10 матчів у Першій лізі. У сезоні 1999/00 років виступав за фарм-клуб «Вінницю», «Ниву». Дебютним голом на професіональному рівні відзначився 18 вересня 1999 року на 67-й хвилині нічийного (2:2) домашнього поєдинку 8-о туру групи А Другої ліги проти долинського «Нафтовика». Ляхович вийшов на поле в стартовому складі та відіграв увесь матч. У сезоні 1999/00 років зіграв 26 матчів (2 голи) в Другій лізі України, ще 2 поєдинки зіграв у кубку України. У 2001 році грав за «Будівельник-Ниву» (Гнівань) в аматорському чемпіонаті України (11 матчів, 1 гол).
У 2003 році грав в аматорському чемпіонаті України за вінницьку «Довіру-Ниву» (1 матч). Наступного року грав в аматорському чемпіонаті України за «Бершадь». Разом з командою пройшов шлях від аматорського чемпіонату до Першої ліги України. У чемпіонатах України зіграв 40 матчів (3 голи), ще 2 поєдинки провів у кубку України. З 2006 по 2007 рік грав за «Енергію» (Южноукраїнськ). У 2008 році грав у першоліговому «ІгроСервісі» (Сімферополь) та аматорський «Торпедо» (Миколаїв). У 2010 році грав за «Тирас» (Ямполь). З 2011 по 2015 рік грав за «Уманьферммаш» в чемпіонаті Черкаської області, також грав за уманський колектив в аматорському кубку України. Сезон 2015/16 років провів в «Бершаді», а наступний — у «Світанку-Агросвіті» (Шляхова).